# العصافره (اسکندریه)
العصافره (به عربی: العصافرة) یک محله در مصر است که در استان اسکندریه واقع شده‌است.